# Eremalche exilis
Eremalche exilis là một loài thực vật có hoa trong họ Cẩm quỳ. Loài này được (A.Gray) Greene mô tả khoa học đầu tiên năm 1906.